# Nové Sedlo (Ústí nad Labem)
Nové Sedlo è un comune della Repubblica Ceca facente parte del distretto di Louny, nella regione di Ústí nad Labem.